# Peltella palliolum
Peltella palliolum é uma espécie de molusco gastrópode terrestre neotropical da ordem Stylommatophora e da família Bulimulidae; de coloração geral rosada, com estrias e desprovido de concha aparente. Foi nomeado por André Étienne Justin Pascal Joseph François d'Audebert de Férussac em 1821. Posteriormente Hermann von Ihering tratou da mesma espécie do gênero Peltella, em 1884, no artigo Descripção e anatomia da Peltella; sendo endêmico das florestas tropicais e subtropicais úmidas da região sudeste do Brasil.

P. palliolum é endêmica das florestas tropicais e subtropicais úmidas das serras da região sudeste do Brasil, próximas ao litoral.